# Anzat-le-Luguet
 Anzat-le-Luguet  es una población y comuna francesa, situada en la región de Auvernia, departamento de Puy-de-Dôme, en el distrito de Issoire y cantón de Ardes. Forma parte del Parc naturel régional des Volcans d'Auvergne.

## Demografía
| 613 | 540 | 448 | 377 | 295 | 238 |
| Para los censos de 1962 a 1999 la población legal corresponde a la población sin duplicidades (Fuente: INSEE [Consultar]) |     |     |     |     |     |